# Minister spraw zagranicznych Palestyny
Minister spraw zagranicznych Palestyny – członek rządu Państwa Palestyna odpowiedzialny za kształtowanie i prowadzenie polityki zagranicznej kraju.

## Lista ministrów (od 2003 roku)
| # | Zdjęcie | Imię i nazwisko | Od   | Do    | Partia polityczna |
| - | ------- | --------------- | ---- | ----- | ----------------- |
| 1 |         | Nabil Sza’as    | 2003 | 2005  | Al-Fatah          |
| 2 |         | Nasir al-Kudwa  | 2005 | 2006  | Al-Fatah          |
| 3 |         | Mahmud az-Zahar | 2006 | 2007  | Hamas             |
| 4 |         | Zijad Abu Amr   | 2007 | 2007  | niezależny        |
| 5 |         | Salam Fajjad    | 2007 | 2007  | Trzecia Droga     |
| 6 |         | Rijad al-Malki  | 2007 | nadal | niezależny        |